# Herning Nordre Provsti
Herning Nordre Provsti er et provsti i Viborg Stift.  Provstiet ligger i Herning Kommune.
Herning Nordre Provsti består af 19 sogne med 23 kirker, fordelt på 8 pastorater.
Nørre Omme Sogn ligger dels i Herning Nordre Provsti, dels i Skjern Provsti, og er teknisk placeret i Skjern Provsti.

## Pastorater
| Pastorater i Herning Nordre Provsti                    | Pastorater i Herning Nordre Provsti | Pastorater i Herning Nordre Provsti        |
| ------------------------------------------------------ | ----------------------------------- | ------------------------------------------ |
| Aulum-Hodsager Pastorat                                | Nørre Omme-Ørnhøj Pastorat          | Snejbjerg-Studsgård-Haunstrup Pastorat     |
| Sunds-Haderup-Feldborg-Grove-Simmelkær-Ilskov Pastorat | Tjørring Pastorat                   | Vildbjerg-Nøvling-Timring-Tiphede Pastorat |
| Vinding-Vind Pastorat                                  | Ørre-Sinding Pastorat               |                                            |

## Sogne
| Sogne i Herning Nordre Provsti | Sogne i Herning Nordre Provsti | Sogne i Herning Nordre Provsti |
| ------------------------------ | ------------------------------ | ------------------------------ |
| Aulum Sogn                     | Feldborg Sogn                  | Grove Sogn                     |
| Haderup Sogn                   | Haunstrup Sogn                 | Hodsager Sogn                  |
| Ilskov Sogn                    | Nøvling Sogn                   | Simmelkær Sogn                 |
| Snejbjerg Sogn                 | Studsgård Sogn                 | Sunds Sogn                     |
| Timring-Tiphede Sogn           | Tjørring Sogn                  | Vildbjerg Sogn                 |
| Vind Sogn                      | Vinding Sogn                   | Ørnhøj Sogn                    |
| Ørre-Sinding Sogn              |                                |                                |